# Ženevske konvencije
Ženevske konvencije sestavljajo štiri pogodbe, ki so bile podpisane v Ženevi (Švica), ter trije dodatni protokoli, ki določajo mednarodne pravne standarde za humano ravnanje v vojni. Edini izraz Ženevska konvencija običajno označuje sporazume iz leta 1949, sklenjene po drugi svetovni vojni (1939–1945), s katerimi so posodobili pogoje dveh pogodb iz leta 1929 ter dodali dve novi konvenciji. Ženevske konvencije obširno opredeljujejo osnovne pravice vojnih ujetnikov, civilistov in vojaškega osebja, vzpostavljajo zaščito za ranjence in bolnike ter zagotavljajo humanitarno zaščito za civiliste na vojnem območju n v njegovem zaledju.
Ženevska konvencija opredeljuje pravice in zaščito, ki jih imajo neborci. Pogodbe iz leta 1949 je v celoti ali s pridržki ratificiralo 196 držav. Ženevske konvencije se nanašajo samo na zapornike in neborci. Ne obravnavajo uporabe vojnega orožja, ki ga obravnavata Haaški konvenciji iz leta 1899 in leta 1907, ki se nanašata na konvencionalno orožje, in Ženevski protokol, ki se nanaša na biološko in kemično orožje.

## Zgodovina
Nastanek konvencij je rezultat prizadevanj Henrija Dunanta, švicarskega poslovneža, ki je bil priča vojnim strahotam v bitki pri Solferinu leta 1859. To ga je spodbudilo k zamisli o ustanovitvi nevtralne organizacije, ki bi skrbela za ranjene vojake.
Svoje spomine in razmišljanja je opisal v knjigi Spomin na Solferino (izvorni naslov: Un Souvenir de Solferino). Dunant je svojo knjigo na lastne stroške objavil leta 1862 in poslal izvode na naslove vodilnih političnih in vojaških osebnosti različinih evropskih držav.
Potem ko je ženevsko Društvo za javno korist, katerega član je bil tudi Dunant, obravnavalo Dunantove ideje, je pet članov imenovalo v odbor, ki naj bi proučil njihovo izvedljivost. Tako je nastal Mednarodni odbor za pomoč ranjencem, znan tudi kot Odbor petih, ki je ideje širil po svetu. Člani odbora so bili poleg samega Dunanta še Gustave Moynier, Henri Dufour, Louis Appia in Théodore Maunoir. Prvi sestanek tega odbora je bil 17. februarja 1863, zato ta datum velja za ustanovitev Mednarodnega odbora Rdečega križa.
Oktobra 1863 je odbor organiziral kongres, na katerem so se sestali predstavniki štirinajstih držav, da bi razpravljali o izboljšanju oskrbe ranjenih vojakov.
Eno leto pozneje, leta 1864, je švicarska vlada uradno povabila vlade vseh evropskih držav ter ZDA, Brazilije in Mehike, da pošljejo svoje predstavnike na uradno diplomatsko konferenco. Konference se je udeležilo 26 delegatov iz 16 držav in 22. avgusta je dvanajst držav podpisalo prvo Ženevsko konvencijo.
Diplomatska konferenca, na kateri je bila z revizijo obstoječih konvencij in sporazumov sprejeta sklepna listina štirih ženevskih konvencij, je potekala v Ženevi od 21. aprila do 112. avgusta 1949 in so se je udeležili predstavniki 63 vlad. Konvencije su bile sprejete 12. avgusta 1949.

## Konvencije in dopolnilni protokoli

### Prva ženevska konvencija
Prva ženevska konvencija, imenovana Konvencija o izboljšanju usode ranjenih in bolnih pripadnikov oboroženih sil na bojišču, je bila sprejeta 22. avgusta 1864. Ščiti ranjene in bolne vojake ter osebje, ki skrbi zanje, zgradbe, v katerih so nameščeni, in opremo, ki se uporablja za njihove potrebe. Ureja uporabo znakov »rdeči križ« in »rdeči polmesec«.

### Druga ženevska konvencija
Druga ženevska konvencija, imenovana Konvencija o izboljšanju položaja ranjencev, bolnikov in brodolomcev v oboroženih silah na morju, razširja zaščito na mornarje brodolomce in ureja pogoje, pod katerimi se jim lahko zagotovi pomoč

### Tretja ženevska konvencija
Tretja ženevska konvencija, imenovana Konvencija o ravnanju z vojnimi ujetniki, ščiti ujete pripadnike oboroženih sil, vsebije pravila o ravnanju z njimi ter določa pravice in obveznosti oboroženih sil, pod katerimi oblastjo so.

### Četrta ženevska konvencija
Četrta konvencija, imenovana Konvencija o zaščiti civilnih oseb med vojno, določa pravila o zaščiti civilnega prebivalstva, predvsem o ravnanju s civilnim prebivalstvom na okupiranem ozemlju, osebami, ki jim je bila odvzeta prostost, in okupaciji nasploh.

### Dopolnilni protokoli k ženevskim konvencijam
Ženevske konvencije dopolnjujejo trije protokoli (Protokol I, Protokol II in Protokol III), od katerih sta bila prva dva podpisana 12. januarja 1977, tretji pa 12. avgusta 2005.
Na konferenci leta 1864 je bila sprejeta ena konvencija: konvencija o izboljšanju usode ranjenih in bolnih pripadnikov oboroženih sil na bojišču.